# 范常
范 常（はん じょう、生没年不詳）は、元末明初の官僚。字は子権。本貫は滁州清流県。

## 生涯
朱元璋が滁州に軍を駐屯させると、范常は馬鞭を持って軍門で面会した。朱元璋は范常の名を聞き知っていたため、ともに語りあって意気投合し、幕下に留め置いた。朱元璋の諮問に対して、范常は必ず実のある回答をした。1355年（至正15年）、紅巾軍の諸将が和州を攻略したが、兵を収めなかった。范常は「一城を得たのに、人をむごたらしく死なせていては、どうして大事を成すことができましょうか」といって朱元璋を諫めた。朱元璋は諸将を厳しく叱責し、軍中に攫われていた婦女を探し出して、その家に帰させた。ときに四方に群雄が割拠して戦争が打ち続いていたことから、朱元璋は范常に命じて上帝に祈祷する文を作らせた。朱元璋は自分の意を汲んだその文才を讃えて、范常に文牘をつかさどるよう命じ、元帥府都事に任じた。太平を奪取すると、范常はその知府に任じられた。范常の統治は簡便で、学問を興し民衆を救恤した。官倉に穀物数千石があったことから、作付けする種の不足している農民に給付し、秋には収穫を官に納めさせたので、公私ともに充足した。知府として3年の在任であったが、太平の民衆に親しく愛された。南京に召還されて侍儀となった。
1368年（洪武元年）、范常は翰林直学士に抜擢され、太常寺卿を兼ねた。洪武帝（朱元璋）は古礼の文を考証していたが、群臣を集めて議論させると、あいだに意見の相違があった。范常は多くの意見をまとめて、細かな事情を上意に沿わせることができた。ほどなく病のため免官され帰郷した。1年あまりして洪武帝に召し出され、もとの官に戻された。洪武帝は宴会を開くと、儒臣に列座させて詩を賦させるのを楽しみとした。范常はいつも先に完成させ、その語の多くは率直だった。洪武帝は「老范の詩は質朴で、とくにその性格と似ている」と笑っていった。范常は起居注に転じた。足に持病があったため、洪武帝から安車を賜った。ほどなく引退を願い出ると、洪武帝は詩四章を賦して送り、太平に邸を賜った。
子の范祖は、官を歴任して雲南左参政となり、廉潔で知られた。